# Helter Skelter
Pour les articles homonymes, voir Helter Skelter (homonymie).
Pistes de The Beatles
Sexy Sadie Long, Long, Long
Helter Skelter est une chanson des Beatles, écrite par Paul McCartney mais créditée Lennon/McCartney, et présente sur l’album The Beatles. Ce morceau est souvent évoqué comme un des précurseurs du heavy metal.

## Genèse

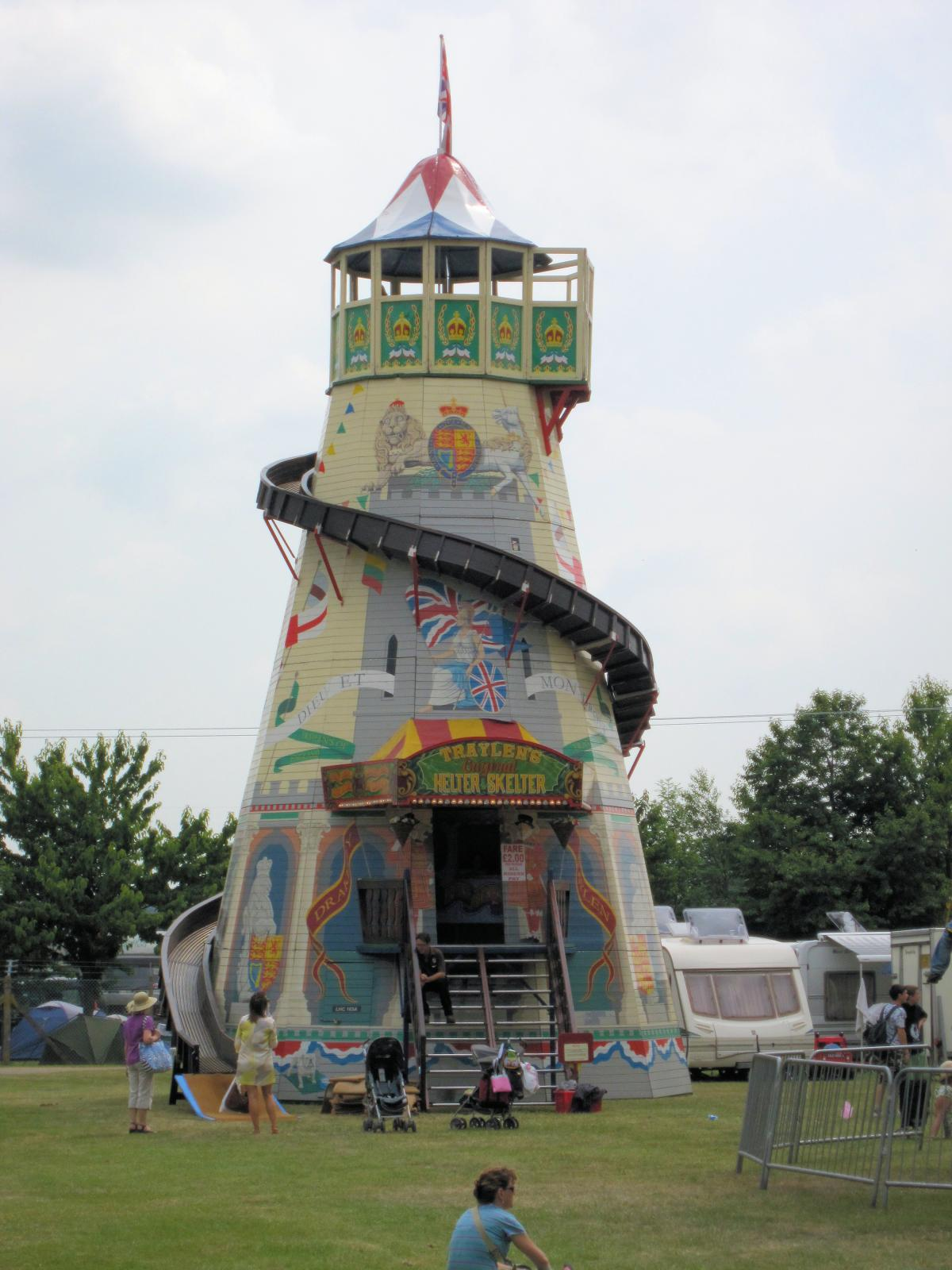
Le toboggan Helter Skelter du Royal Norfolk Show.

L'écriture de Helter Skelter est inspirée à Paul McCartney par une interview des Who, au cours de laquelle Pete Townshend, le guitariste de ce groupe, décrit leur dernier single I Can See for Miles, comme « un son lourd et brutal » et comme « le morceau le plus dur que les Who aient jamais enregistré ». McCartney, en entendant ensuite le single, est déçu et le trouve somme toute assez conventionnel. Il compose Helter Skelter en réaction, comme le morceau qu'il aimerait entendre à la suite de cette description.
En Grande-Bretagne, le mot Helter-Skelter désigne une attraction de fête foraine, un toboggan en hélice conique autour d'une tour par où l'on monte.
Malgré des compositions telles I Saw Her Standing There et I'm Down, Paul McCartney a souvent été perçu comme le « gentil Beatle » car il a composé la majorité des ballades au sein du groupe. Ce morceau, qui annonce l'arrivée sur scène du heavy metal, lui permet de prouver qu'il est capable de signer des compositions très « rock » à l'image de Lennon. De son côté, ce dernier entreprend de composer sa ballade plus que dépouillée qu'est Julia qui clôt la seconde face du premier disque du double album vinyle.

## Enregistrement
Les Beatles enregistrent la chanson plusieurs fois durant la réalisation de l'« Album blanc ». Lors de la séance d'enregistrement du 18 juillet 1968, une des versions de la chanson dure 27 minutes et 11 secondes ; elle est lente et hypnotique. La prise 2 est publiée sur Anthology 3. 
Le 9 septembre, lors d'une autre session d'enregistrement, pendant que Paul enregistre la voix, un cendrier prend feu et George Harrison met ce dernier sur sa tête et se met à courir à travers le studio singeant Arthur Brown dans sa chanson Fire (en). Après 18 prises de Helter Skelter, Ringo Starr lance ses baguettes dans le studio et s'écrie « I got blisters on my fingers! » (« J'ai des ampoules aux doigts ! »). Les Beatles conservent le cri de Starr sur la version finale stéréo de la chanson. Le volume sonore de l'enregistrement descend graduellement aux alentours de 3:40, et remonte par la suite, créant un faux « fade out » laissant penser que la chanson est finie, alors qu'elle revient à la charge.
La version mono s'achève sur le fondu en fermeture mais sans le « fade in » final ni le cri de Ringo Starr. Au départ, cette version mono était indisponible aux États-Unis car l'album n'y a été publié qu'en stéréo mais sortira en 1980 sur l'album Rarities sur lequel le cri était attribué à John Lennon.
À la fin de la version stéréo, John Lennon réalise un solo de saxophone, qu'il conclut par un « How's that? » audible dans la version finale.

## Fiche technique

### Interprètes
- Paul McCartney : chant, guitare solo et rhythmique, piano
- John Lennon : basse, chœurs, saxophone
- George Harrison : guitare slide, chœurs
- Ringo Starr : batterie, cris
- Mal Evans : trompette

## Matériel utilisé
- John Lennon : Fender Bass VI[1]
- Paul McCartney : Epiphone Casino et Fender Esquire
- George Harrison : Gibson Les Paul Standard
- Ringo Starr : batterie Ludwig Black Oyster Pearl Super Classic

### Équipe technique
- George Martin : producteur (première version)
- Chris Thomas : producteur (version finale)
- Ken Scott : ingénieur du son
- Richard Lush : ingénieur du son
- John Smith : ingénieur du son

## Parution et réception
La chanson est placée en avant-dernière position sur la troisième face de l'« Album blanc », en contraste avec la piste suivante, Long, Long, Long écrite par George Harrison qui débute avec douceur.
La chanson sera aussi publiée le 31 mai 1976, en face B d'un single américain, couplée à Got to Get You into My Life, pour promouvoir la sortie, la semaine suivante, de l'album compilation Rock 'n' Roll Music dans lequel elle apparaît. Ce single a atteint la 7e position du palmarès Billboard et la seconde place au Canada. Une version promotionnelle à tirage limité, couplant les versions stéréo et mono sur le même 45 tours, a aussi été publiée et est aujourd'hui convoitée par les collectionneurs. Cette version mono est différente de la version mono anglaise, étant simplement une fusion des deux pistes de la version stéréo. La version mono britannique sera incluse dans le disque Rarities en 1980.
Une version ayant un rythme plus lent a été enregistrée par le groupe lors des répétitions pour l'album. Un extrait de celle-ci est publié sur le disque Anthology 3 en 1996 tandis que l'enregistrement complet est inclus sur un des disques bonus de l'édition du cinquantième anniversaire de l'« Album blanc ». La prise 17 est aussi incluse dans cette réédition.
On entend un extrait de la piste vocale dans le mashup de Being for the Benefit of Mr. Kite! et de la guitare sur celui de Octopus's Garden sur l'album Love, publié en 2006.
La version originale parait aussi sur l'album compilation Tomorrow Never Knows paru exclusivement en téléchargement sur iTunes en 2012.

### Accueil critique et commercial
En mars 2005, le magazine Q place Helter Skelter à la 5e place dans la liste des 100 meilleures pistes de guitares.

### Charles Manson
La plupart des auditeurs britanniques savaient qu'un « helter skelter » était un toboggan en spirale, mais Charles Manson, qui découvrit l'album blanc en décembre 1968, croyait que les Beatles avertissaient l'Amérique d'un conflit racial imminent. Dans l'idée de Manson, les Beatles étaient les Quatre Cavaliers de l'Apocalypse, qui, par leurs chansons, lui ordonnaient, ainsi qu'à ses disciples, de préparer l'holocauste en s'enfuyant vers le désert. Manson utilisait les mots helter skelter, dans le sens de « chaos », pour parler de ce soulèvement à venir.
Vincent Bugliosi et Curt Gentry utilisèrent le nom de la chanson comme titre pour leur best-seller sur la tuerie et le procès de Manson.

## Reprises
La chanson a été reprise par plusieurs groupes connus comme :
- 1978 : Siouxsie and the Banshees, sur l'album The Scream ;
- 1981 : Pat Benatar, sur l'album Precious Time ;
- 1983 : Siouxsie and the Banshees, sur l'album live Nocturne ;
- 1983 : Mötley Crue, sur l'album Shout at the Devil ;
- 1986 : Mari Hamada, sur l'album Blue Revolution ;
- 1987-1991 : Noir Désir, jouée au cours des tournées de 1987 à 1991. Une version live est parue sur En route pour la joie ;
- 1988 : U2, version live sur l'album Rattle And Hum ;
- 1989 : Vow Wow, sur l'album homonyme Helter Skelter, version sortie en single ;
- 1989 : H.A.T.E., version live lors d'un concert au Second Comming de Los Angeles avec John Frusciante, Flea (Red Hot Chili Peppers) et Angelo Moore (Fishbone);
- 1991 : Aerosmith, sur leur coffret Pandora's Box ;
- 1993 : White Zombie, sur l'album Resurrection Day ;
- 1995 : Marilyn Manson, au cours de la tournée Smells Like Children ;
- 2000 : Oasis, sur le single Who Feels Love et sur l'album live Familiar To Millions (bonus live sur la tournée américaine de mai 2000) ;
- 2002 : Dimension Zero, sur l'édition japonaise de l'album Silent Night Fever ;
- 2004 : Danger Mouse reprend le morceau ainsi que d'autres de l'album blanc dans The Grey Album, un album de remixes mashup mêlant des samples des Beatles avec des versions a cappella du Black Album du rappeur Jay-Z.
- 2006 : Louis Bertignac avec Cyril Denis et Hervé Koster, sur l'album Live Power Trio [4]
- 2008 : Dana Fuchs, dans le cadre du film Across the Universe, une comédie musicale de Julie Taymor, inspiré de 32 chansons des Beatles
- 2009 : Thrice, sur l'album Beggars.
- 2010 : Shining (NOR) sur l'album Blackjazz
- 2011 : Caliban sur l'album Coverfield - EP
- 2013 : Boom Boom Satellites sur l'album Embrace
- 2017 : Samael sur l'album Hegemony
- 2017 : Kadavar sur l'album Rough Times, la chanson clôture les concerts du groupes encore en 2024
- 2018 : Rob Zombie et Marilyn Manson à l'occasion de leur tournée Twins of Evil: The Second Coming Tour 2018